# فیلیبرتو ریورا
فیلیبرتو ریورا (انگلیسی: Filiberto Rivera؛ زادهٔ ۲۸ سپتامبر ۱۹۸۲) بازیکن بسکتبال اهل پورتوریکو است.
وی در مسابقات کشوری و بین‌المللی در مجموع برندهٔ ۶ مدال طلا، ۲ مدال نقره، ۲ مدال برنز شده‌است.